# Соколівка (Білоцерківський район)
Соколі́вка — село в Україні, у Гребінківській селищній громаді Білоцерківського району Київської області. Населення становить 489 осіб. Тут знаходяться сільська рада, медпункт, будинок культури, магазин, меморіал жертвам німецько-радянської війни 1941—1945 років.

## Назва
Назва села походить від назви легендарного міста Соколів, що знаходився між Глушками та Соколівкою.

## Географія

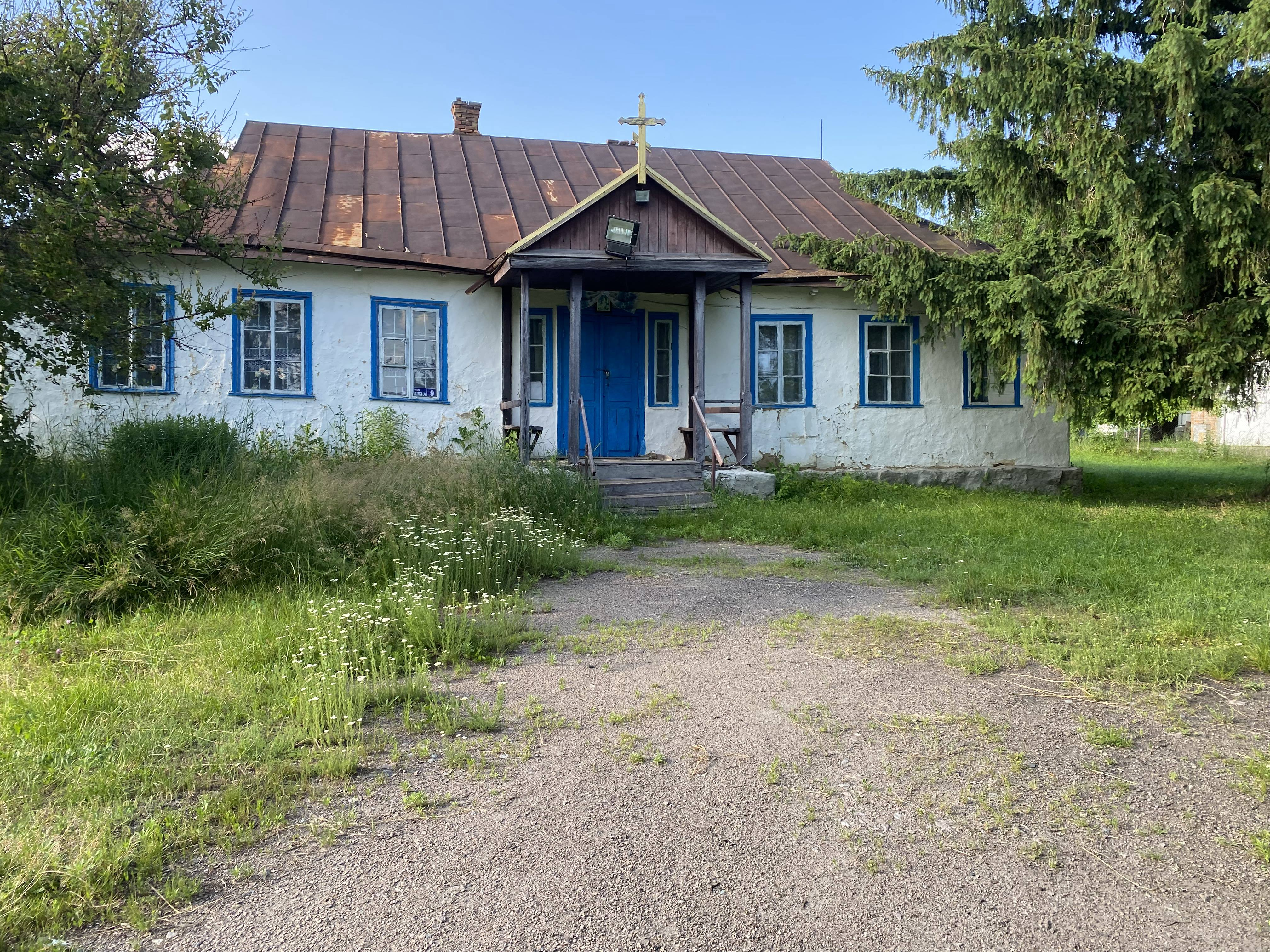
Церква, колишній панський маєток

### Розташування
Село Соколівка розташоване на крайньому півдні Васильківського району, на відстані 1.5 км від автомагістралі E95 Київ — Одеса). Відстань до м. Біла Церква — 16 км, до районного центру м. Васильків — 38 км, до обласного центру — м. Києва — 65 км. Межує з такими селами та селищем, як: Саливінки — на півночі, Лосятин — на північному сході та сході, Глушки — на півдні, Пологи — на заході, Дослідницьке — на північному заході.

### Геологічна будова, ґрунти
В зональному відношенні село знаходиться в лісостеповій зоні, поля перетинаються лісосмугами та невеликими чагарниками. Основний тип ґрунту: чорнозем.

### Рельєф і гідрографія
Рельєф переважно рівнинний, спостерігається лише незначне зниження біля річки та озер.
Головною водоймою є річка Протока, яка оточує село з південної і східної сторони. Також село оточують три великих озера, які сформовані після насипу дамб на річці Протока та не великий ставок, що знаходиться неподалік колишньої ферми. Річку Протоку перетинає міст, через який прямує ґрунтова дорога на сусіднє село Лосятин.

## Історія

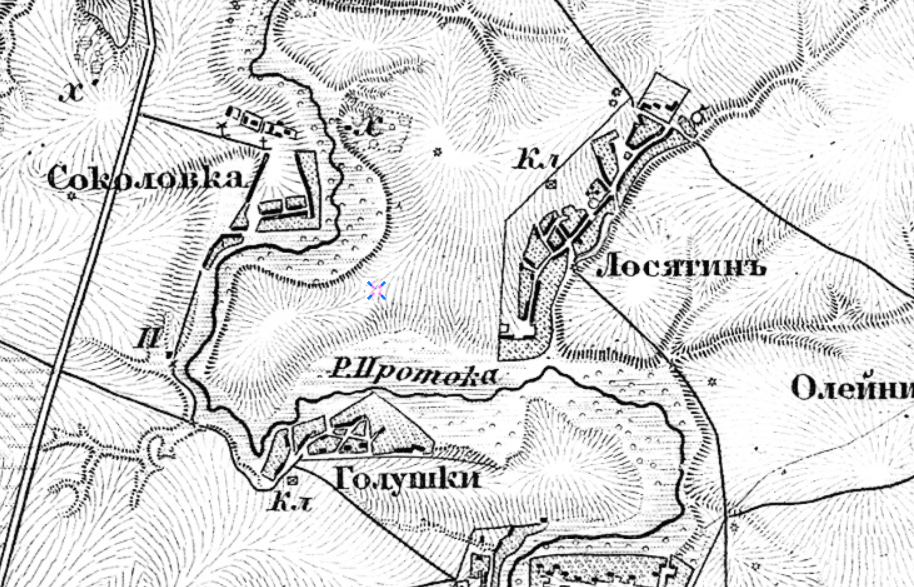
Соколівка на трьохверстовці Київської області 1860 р. Між Глушками та Соколівкою помітно напівострів з горою, на якому за легендами було місто Соколів

У ревізьких казках 1811 згадується як окреме село та зафіксовано проживання кількох шляхтичів.
У книзі «Сказания о населенных местностях Киевской губернии» 1864 року Соколівка згадіється не як село, а як «куток», частина села Храпачі разом з іншими кутками — Глушки, Скребиші. В Соколівці нараховують 423 людей. У цій книзі також згадується легендарне місто Сокол, від якого очевидно походить назва Соколівка. «Між кутками Соколівкою та Глушками є стародавнє городище оточене з трьох боків Ротком і болотами, а з четвертого земляним валом зі рвом, завдовжки 340 сажнів. Усього пплощею 136 десят, 400 саж. На цьому місці, за переказами, колись знаходилося місто Соколів. Поблизу із західного боку Соколова, де нині куток Соколівка, на крутому березі є інше невелике земляне укріплення, що містить у собі лише півтори десятини площі». У сповідальних листах 1799 року Соколівка окремо не виділена у Храпачах.
У польській георгафічній енциклопедії 1890 року згадується як село. У ній також повідомляють про місто Соколів: «Майже прямо в селі є стародавня твердиня, оточена валом і ровом; колись це була Соколівська твердиня, зруйнована татарами.»
Станом на 1910 рік село позначене як «владельческе» з 158 дворів та 712 людей (346 чоловік та 366 жінок). Головне заняття — землеробство. 1519 десятин, з яких поміщикам належать 1017, селянам 501, іншим станам — 1. Село належало Марії Євстафіївній Браницькій. Господарством панських земель займався Юліан Яковлєв-Маєвський. В селі була одна православна церква, 1 церковно приходська школа, 1 кузня і 1 казенна винна лавка.

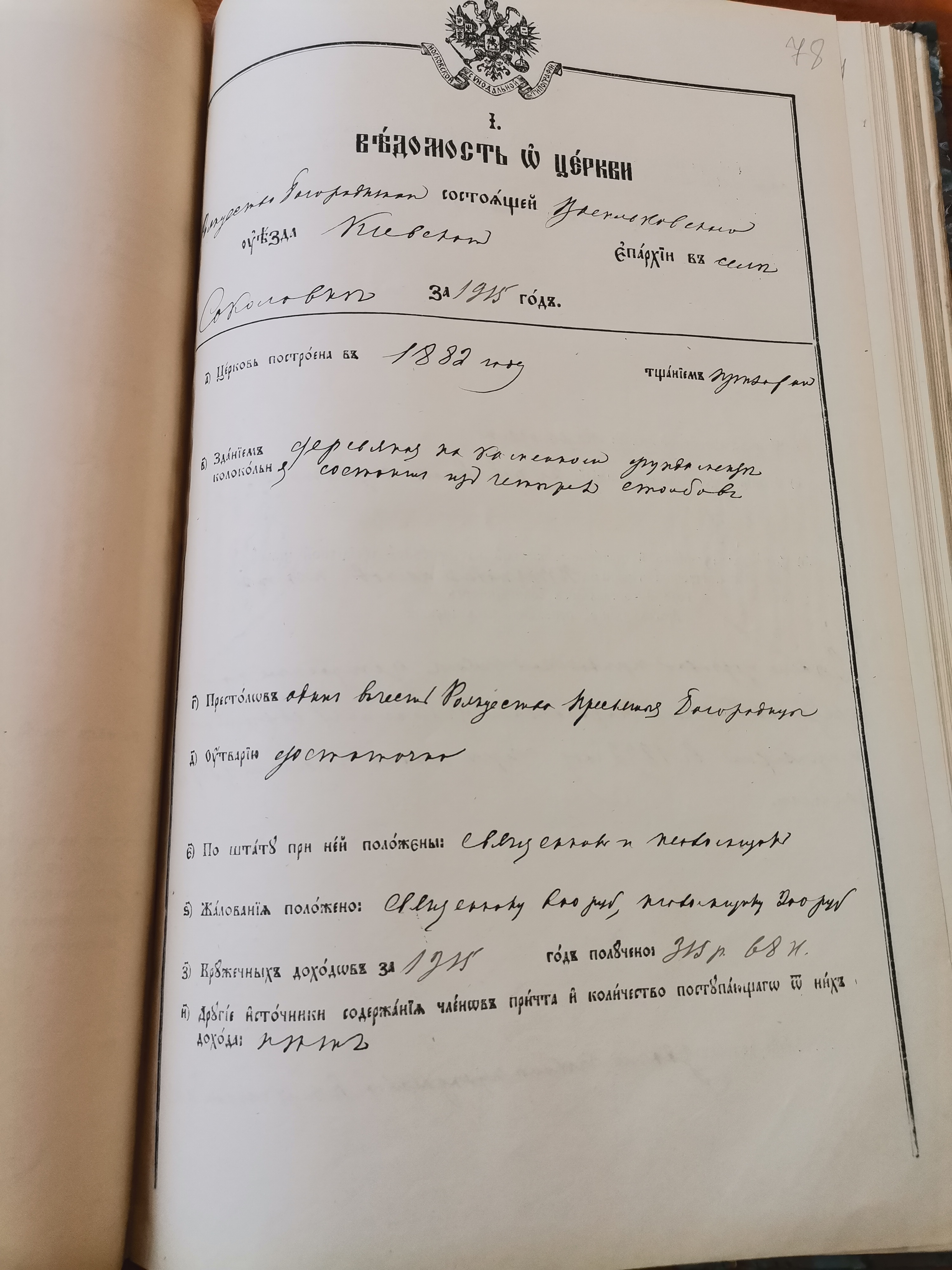
Клірова відомість Церкви Різдва Пресвятої Богородиці, с. Соколівка, Васильківського пов. Київської губ. за 1899 рік. Перепис населення
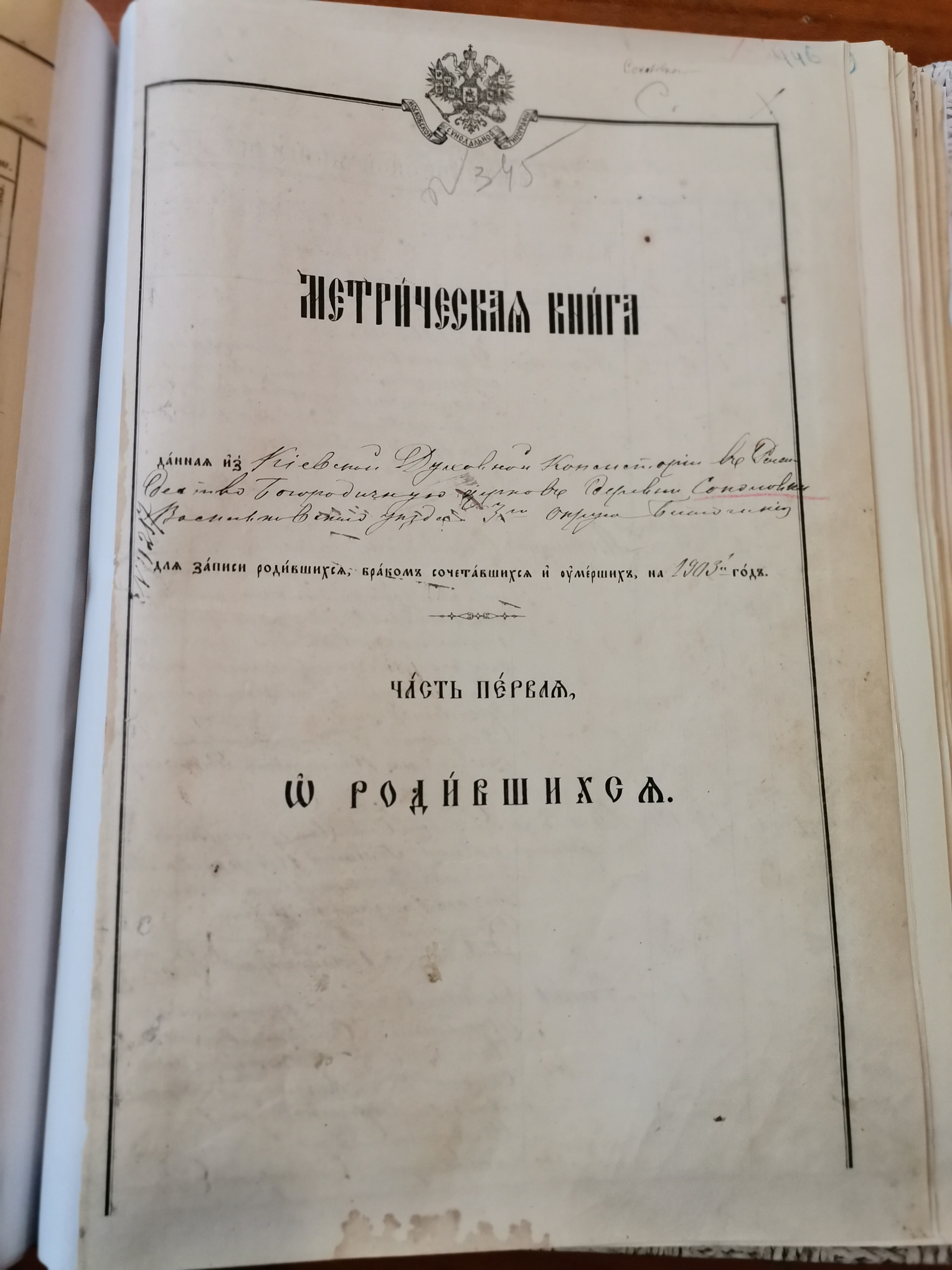
Метрична книга Церкви Різдва Пресвятої Богородиці, с. Соколівка, Васильківського пов. Київської губ. за 1903 рік

Церква Різдва Богородиці збудована у 1882 році. Згідно з кліровими відомістями була на кам'яному фундаменті, мала дзвіницю з 4-х стовпів і була "утварю весьма скудна". Церкві належало 3 десятини 500 кв. сажнів землі.
При церкві було приходську училище, організоване з 1861 року. У 1892 році було побудована школа, яка функціонувала за 350 рублів з казни та 130-150 рублів від громади. 
Клірові відомості також мають інформацію про кількість населення:
| Стан           | Тип         | 1899   | 1915    | 1917    |
| -------------- | ----------- | ------ | ------- | ------- |
| Духовних       | Господарств |        | 1/2     | 1/2     |
| Духовних       | Чол         |        | 2       | 2       |
| Духовних       | Жін         |        | 5       | 5       |
| Військових     | Господарств | 6 3/4  |         |         |
| Військових     | Чол         | 307    |         |         |
| Військових     | Жін         | 296    |         |         |
| Селян          | Господарств | 76 3/4 | 113 3/4 | 112 3/4 |
| Селян          | Чол         | 307    | 455     | 458     |
| Селян          | Жін         | 296    | 479     | 524     |
| Римо-католиків | Господарств | 2 1/4  | 10 1/4  | 10 1/4  |
| Римо-католиків | Чол         | 9      | 41      | 41      |
| Римо-католиків | Жін         | 6      | 43      | 43      |
| Інших (Штунди) | Господарств | 1 1/2  | 3       | 2 1/2   |
| Інших (Штунди) | Чол         |        | 12      | 10      |
| Інших (Штунди) | Жін         | 2      | 19      | 18      |

У церковній школі навчалися:
| Стать     | 1899 | 1915 | 1917 |
| --------- | ---- | ---- | ---- |
| Хлопчиків | 37   | 40   | 37   |
| Дівчаток  | 7    | 11   | 24   |

Під час організованого голодомору 1932-1933рр.  радянською владою під керівництвом ткаченка григорія амвросійовича місцевого мешканця с. Соколівка померло щонайменше 238 жителів села.

## Населення

### Мова
Розподіл населення за рідною мовою за даними перепису 2001 року:
| Мова       | Кількість | Відсоток |
| ---------- | --------- | -------- |
| українська | 472       | 96.52%   |
| російська  | 17        | 3.48%    |
| Усього     | 489       | 100%     |

## Відомі жителі

Меморіальна дошка Краснобаєвій Олександрі Петрівні на сільраді

У селі народилася і працювала Герой Соціалистичної Праці Краснобаєва Олександра Петрівна. Їй встановлено меморіальну дошку на приміщенні сільради.